# Enkeltumættet fedtsyre
Indenfor ernæring er en enkeltumættet fedtsyre en type fedtsyre med en enkelt dobbeltbinding i fedtsyrekæden, hvor alle carbonerne i kæden er enkeltbindinger, i modsætning til flerumættede fedtsyrer som har mere end en dobbeltbinding.

## Naturlige kilder med enkeltumættet fedt
- Avocado
- Rapsolie
- Korn
- Linolie
- Jordnøddeolie
- Havremel
- Olivenolie
- Popcorn
- Sesamolie
- Solsikkeolie
- Fuldkornshvede

## Molekylær beskrivelse af oljesyre
| Kemi | Spire Denne artikel om kemi er en spire som bør udbygges. Du er velkommen til at hjælpe Wikipedia ved at udvide den. |